# مرسدس-بنز کلاس-اس (سی۲۱۷)
مرسدس-بنز کلاس-اس (انگلیسی: Mercedes-Benz S-Class) خودرویی است که از سال ۲۰۱۴ تا ۲۰۲۰ توسط شرکت مرسدس-بنز تولید می‌شد.